# Юлюс Яноніс (фільм)
«Юлюс Яноніс» (лит. Julius Janonis) — радянський фільм 1959 знятий на Литовській кіностудії, режисери Баліс Браткаускас і Вітаутас Дабашинскас.
Біографічний фільм про литовського поета і революціонера Юлюса Яноніса, за виконання ролі актор Генрікас Кураускас удостоєний Держпремії Литовської РСР.

## Сюжет
У 1916 році Юлюс Яноніс приїжджає до Петрограда, щоб навчатися в університеті та продовжувати підпільну боротьбу. Але опиняється у в'язниці. Голі холодні стіни, одиночної камери. Тільки революція приносить визволення. Знову редакція газети, безсонні ночі, подорожі на фронт. В одну з них Юлюс хворіє. Лікар оглянув хворого і відвів у бік його друзів — становище хворого безнадійно. Останні слова долітають до Яноніса. Коли друзі йдуть, Юлюс піднімається. Він іде, хитаючись, назустріч вітру і шепоче свої останні вірші в ім'я життя. 
Біографія поета — важке дитинство (син бідняка), перші маївки та перші революційні вірші, написані ним у гімназійні роки, переслідування місцевої буржуазії та царської охранки, в'язниця і трагічна смерть — дала багатий матеріал для розкриття образу його непересічної особистості.— Мальцене М. - Кіно Радянської Литви. Серія: Кіномистецтво союзних республік. - Л.: Мистецтво, 1980. - 248 с. - стор. 38

## В ролях
У головних ролях:
- Генрікас Кураускас — Юлюс Яноніс
- Гражина Баландіте — Юсте, подруга Яноніса
- Баліс Бараускас — Едвардас.
- Еляна Яцкуте[1] — Мілда

В інших ролях:
- Юозас Мажейка — Карклюс, адвокат
- Вітаутас Канцлеріс — Владас Гірініс
- Альфонсас Амбрасас — Миколас
- Наполеонас Накас — Жвірбліс
- Ромаульдас Юкнявічюс — полковник
- Альгімантас Масюліс — Вацекас
- Стяпас Юкна — Альшенас
- Олександр Янкевський — Олексій Іванович
- Пятрас Біржіс — батько Юсте
- Альфонас Радзявічюс — начальник охранки
- Баліс Браткаускас — агент охранки
- Казимира Кимантайте — гостья на балу у Карклюса
- Вона — Кнапкіте-Юкнявічене — "гостя на балу у Карклуса
- Валерія-Ванда Груодіте-Раткіавічене — мати Юлія Яноніса
- Стасіс Раткявічюс — батько Юлія Яноніса
- Гражина Блінайте — жінка на вулиці
- Юозас Рігертас — гімназист
- Фелікс Ейнас — гімназист
- Фердинандас Якшис — гімназист
- Бронюс Кіселюс — жандарм
- Юозас Канопка — епізод
- Пятрас Зулонас — епізод

Російською мовою ролі дублювали :
- Олег Голубицький — Юлюс Яноніс, роль Хенрікаса Кураускаса
- Ніна Зорська — Юсте, роль Гражини Баландіті
- Володимир Гусєв — Едвардас, роль Баліса Бараускаса
- Віктор Файнлейб — Карклюс, роль Юозаса Мажейка
- Борис Бітюков — Гірініс, роль Вітаутаса Канцлеріса
- Павло Винник — Миколас, роль Альфонсаса Амбрасаса
- Костянтин Тиртов — полковник, роль Ромуальдаса Юкнявічюса
- Олег Мокшанцев — Вацекас, роль Альгімантаса Масюліса
- Олексій Алексєєв — Юкна, роль Стяпаса Юкни
- Серафима Холіна — Мілда, роль Олени Яцкуті

## Знімальна група
- Автор сценарію: Йонас Мацконіс
- Режисер: Баліс Браткаускас, Вітаутас Дабашинскас.
- Оператор: Едуард Розовський
- Художник: Арунас Жебрюнас
- Композитор: Вітаутас Клова

## Критика
Фільм був визнаний вдалим, при тому, що його режисери — початківці — актор Вітаутас Дабашинскас та нещодавній випускник ВДІКу Баліс Браткаускас, зазначалося, що у фільмі «переважали традиційне образотворче рішення та однозначність характерів», картину було визнано досягненням кінематографа Латвійської РСР, що свідчить «про професійну зрілість литовських кінематографістів», а журнал «Коммунист», орган ЦК Компартії Литовської РСР, зазначав:
Творці фільму успішно подолали багато серйозних перешкод, які завжди виникають при створенні фільмів біографічного змісту, коли його авторів сковує фактичний матеріал, а саме: монотонність… розповіді, сюжетна розкиданість, відсутність напруженості дії, вкорінені вже штампи і шаблон.
Високо було відзначено виконання ролей Генрікаса Кураускаса і Гражини Баландіте, операторська робота:
Заголовну роль зіграв актор Вільнюського академічного театру драми Г. Кураускас, який незадовго до цього створив образ Юлюса Яноніса на театральній сцені. Режисура і робота оператора Е. Розовського допомогли акторові знайти внутрішню свободу і безпосередність. Г. Кураускас передав не тільки тероїчні риси характеру Яноніса, який пішов із життя двадцятирічним юнаком, але він немов би проник у чуйну, легковажну душу поета, разом із ним випробував спрагу до дії та трагічне безсилля в боротьбі зі смертельною хворобою.— Мальцене М. - Кіно Радянської Литви. Серія: Кіномистецтво союзних республік. - Л.: Мистецтво, 1980. — 248 с. — стр. 38
У ролі подруги поета — Юсте, перед актрисою стояло нелегке завдання. Адже Юсте історична особа, революціонерка. Актрисі треба було створити образ дівчини, з якою Яноніс був пов'язаний тісною бойовою дружбою. … Роль Юсте стала для Гражини великою творчою школою.— Радянський екран, 1967